# Rock radical vasco

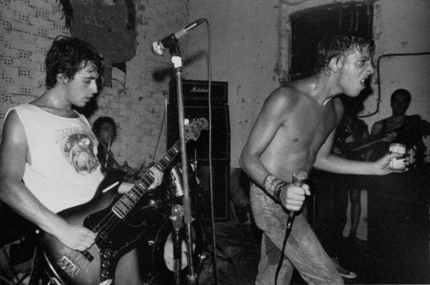
Concierto de Cicatriz en el gaztetxe de Fuenterrabía.

El rock radical vasco (RRV), también conocido como rock radikal vasco, fue un movimiento musical surgido en el País Vasco y Navarra a mediados de los años 1980 y que terminaría al comienzo de la siguiente década. Musicalmente era una denominación heterogénea que englobaba a grupos de diferentes estilos musicales como el punk, el rock urbano, el heavy metal, el ska o el reggae; pero principalmente a aquellos con una especial influencia de los primeros grupos de punk (Sex Pistols, Ramones, The Clash, etc.).
La etiqueta de rock radical vasco surge en 1983 de la mano de José Mari Blasco (antiguo mánager de La Polla Records) y Marino Goñi (fundador de las compañías discográficas Soñua y Oihuka), y fue acuñada tras un festival contra la adhesión de España a la OTAN celebrado en Tudela (Navarra). Algunos grupos rechazaron la designación por considerarla comercial y otros por incluir la palabra «vasco», reivindicándose como apátridas.
Los grupos del RRV estaban amparados por pequeñas discográficas locales y, aunque solían tener su propio circuito de conciertos en su ámbito de origen, también realizaron conciertos fuera y su música pudo escucharse en toda la geografía española. Las formas de difusión no eran las clásicas y habitualmente se dieron a conocer en los medios de la cultura alternativa (gaztetxes, radios libres, fanzines, etc.), así como en algunas de las páginas de la sección cultural del diario Egin.

## Surgimiento

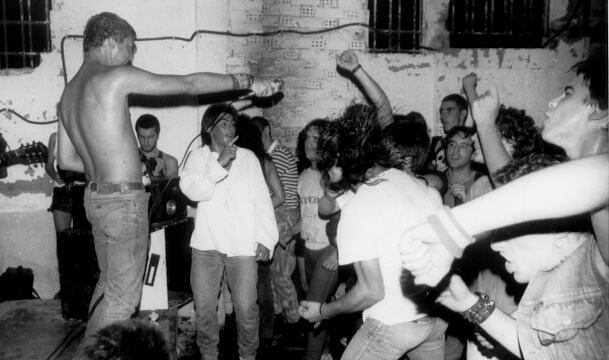
Concierto de Cicatriz en el gaztetxe de Fuenterrabía.

La situación en el País Vasco en los años 1980 era un caldo de cultivo de la canción protesta que antes realizaran cantautores folk como Benito Lertxundi, Mikel Laboa, Xabier Lete, Errobi, Mixel Labéguerie, Urko, Pantxoa eta Peio, etc. Su música era intimista, nostálgica, y contra este estilo reaccionó la nueva generación de grupos musicales, con un estilo provocador no solo en el fondo sino en la forma.
Las razones sociológicas que provocaron la aparición de estos grupos de la nueva cultura fueron:
- La crisis económica desestructuró la sociedad vasca y generó altos niveles de desempleo y pérdida de poder adquisitivo de la población agravada por el incremento de la natalidad.
- La marginalidad aumentó, especialmente en los suburbios de las zonas industriales, y con ella el consumo de drogas de gran mortalidad como la heroína.
- La transición política, debido en parte a la dispersión política de la izquierda nacionalista vasca, se ralentizó en comparación con otras zonas.
- La creación de un plan denominado Zona Especial Norte (ZEN) que considera como sujetos potencialmente peligrosos a los jóvenes.
- Las nuevas ideologías del hedonismo ácrata y la estética de provocación repulsiva, que venían de Europa, que tuvieron como aglutinantes a los grupos musicales punk.

Ante esta situación, el denominado rock radical vasco nace como expresión musical de redefinición de contenidos «anti» (sistema, policía, nuclear, consumo, represión, militar, machista...) que se caracteriza por su rechazo a aceptar un sistema de cosas impuestas. El «cualquiera puede hacerlo» del punk y la cultura underground, hace que se creen numerosos grupos que eran una forma de expresión, como los fanzines y las radios libres, y a su vez cientos de bandas de música comienzan a dar sus primeros pasos, desarrollándose en paralelo una incipiente industria del sector (sellos discográficos, estudios de grabación y distribuidoras independientes).
Por su parte, la izquierda abertzale, agrupada desde 1978 en torno a la coalición política Herri Batasuna y el periódico Egin, acogieron a aquellos grupos del RRV más afines con sus posturas (Kortatu, Hertzainak, Barricada, etc.), organizando festivales (Egin rock, Martxa ta borroka) como forma de relación con la desencantada juventud vasca. Si bien no todos los grupos musicales aceptaron esa «etiqueta», rebelándose abiertamente algunos de ellos, como Eskorbuto, que continuaron con su particular ideología «antisistema», rechazando la concepción política nacionalista vasca.
Algunos autores minimizan la influencia del Movimiento de Liberación Nacional Vasco en el RRV, aludiendo a que estos grupos eran mucho más hedonistas que políticos, y por otro lado, aunque la base política de la izquierda abertzale desde entonces se sumó aún más al movimiento «anti», este era mucho más heterogéneo.

## Filosofía
La mayoría de sus letras se caracterizaron por su ideología antisistema, con una crítica continua a estamentos como el estado, la policía, la monarquía, la iglesia, el ejército, etc.; razón por la que grupos que vendían cientos de miles de discos fueron totalmente ignorados por la mayor parte de los medios de comunicación.
Muchos de sus componentes provenían de familias que sufrían la crisis económica, habitando en los barrios de las grandes ciudades que estaban inmersas en la reconversión industrial. Varios de los protagonistas del movimiento morirían víctimas de las drogas, pues la heroína se había introducido con fuerza en los pueblos y ciudades. El porcentaje de miembros de bandas muertos prematuramente es enorme; muchas de ellas cuentan un muerto, dos o incluso todos los miembros (Cicatriz).
Diversos medios destacaron la relación entre la izquierda abertzale y el RRV. Sin embargo algunos de estos grupos renunciaban a toda clase de nacionalismos o patrias.
La mayoría de las canciones fueron compuestas en castellano y otras se realizaron en euskera. Algunos grupos como Kortatu, iniciaron su producción en castellano y luego se euskaldunizaron.
El RRV resultó ser una etiqueta muy amplia y, según algunas opiniones, se convirtió en una denominación comercial, pues cada grupo imprimió su propio estilo musical y su filosofía, entre la que encontramos la crítica social e irónica de La Polla Records, el Anti todo de Eskorbuto, la reivindicación del hecho nacional de Kortatu y el situacionismo de Hertzainak.

## Grupos
Algunos de los grupos que se encuadraron bajo esta etiqueta, aunque la gran mayoría la rechazaban, fueron: 

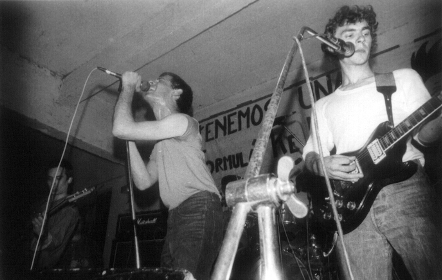
Vómito.

| - Anti-Régimen - Baldin Bada - BAP!! - Basura - Barricada - Cicatriz - Danba - Delirium tremens - Distorsión (banda) - Eskorbuto - Hertzainak - Jotakie - Korroskada - Kortatu - La Polla Records | - Leize - M.C.D. - Odio - Parabellum - Potato - RIP - Skalope - Tijuana in Blue - Txorromorro - Virus de Rebelión - Vómito - Vulpes - Zarama - Zer Bizio? |

## Expansión
Durante y después de la explosión del movimiento en el País Vasco surgieron otros grupos radicales por toda España, estableciéndose en muchos casos influencias entre ellos, como Reincidentes, Extremoduro, Boikot, Dixebra, Lendakaris Muertos, Kaos Etíliko, etc. También en Canarias surgirían grupos como Guerrilla Urbana.